# República Democrática Alemana
La República Democrática Alemana (en alemán, Deutsche Demokratische Republik; abreviado DDR o, en español, RDA) —comúnmente denominada Alemania Oriental, Alemania del Este o Alemania Democrática (en alemán, Ostdeutschland, también escrito Ost-Deutschland)— fue un Estado socialista que existió en la Europa Central durante el período de la Guerra Fría. Fundada en 1949, en el territorio de Alemania que se encontraba bajo ocupación soviética tras el final de la Segunda Guerra Mundial, dejó de existir en 1990 cuando se incorporó a la República Federal de Alemania (RFA) tras el proceso denominado «reunificación alemana».
A finales de 1948 las autoridades de la Unión Soviética transfirieron las responsabilidades administrativas a los comunistas pero hasta el 7 de octubre de 1949 la RDA no se fundó como un Estado propiamente dicho. Sin embargo, las Fuerzas soviéticas permanecieron en el país hasta su disolución. La lógica de la Guerra Fría llevó a que muchos países occidentales, en aplicación de la Doctrina Hallstein, no reconocieran inicialmente a la RDA. La propia RFA no reconoció a la RDA como Estado —considerándolo un territorio bajo ocupación extranjera— hasta los años 1970 cuando Willy Brandt impulsó la Ostpolitik. Tras ello se normalizaron las relaciones diplomáticas entre ambas Alemanias y se produjo el reconocimiento mutuo.
En política interior, el Estado fue gobernado hasta 1989 por el Partido Socialista Unificado de Alemania (SED), que mantuvo una posición hegemónica durante cuatro décadas. También existían otros partidos políticos agrupados, junto al SED, en el denominado «Frente Nacional de la Alemania Democrática».
La RDA tenía una economía planificada y considerablemente intervenida por el Estado. Aunque tras la Segunda Guerra Mundial tuvo que pagar significativas reparaciones de guerra a la Unión Soviética, lo que supuso la deslocalización industrial, se calificó al país como la economía del Bloque Oriental que mayor éxito alcanzó.
Su capital fue establecida en Berlín Este y el resto del país comprendía la zona de ocupación soviética, siendo su frontera en el este la Línea Óder-Neisse. Por su parte, la RFA (o Alemania Occidental) tenía como capital la ciudad de Bonn, y abarcaba los territorios de ocupación dirigidos por Estados Unidos, Francia y el Reino Unido, y Berlín Oeste, que era un enclave separado del resto de la RFA. De este modo, Berlín fue uno de los grandes símbolos de la Guerra Fría.
Esta particularidad geopolítica y el proceso de huida hacia el oeste de alemanes orientales, disconformes con el Gobierno, acabarían llevando al Gobierno de la RDA a fortificar su frontera occidental y, en 1961, a levantar el llamado Muro de Berlín.

## Nombres convencionales
El nombre oficial era Deutsche Demokratische Republik («República Democrática Alemana»), generalmente abreviado como DDR (RDA, GDR en español e inglés, respectivamente). Ambos términos se utilizaron en la Alemania Oriental, con un uso cada vez mayor de la forma abreviada, especialmente desde que la Alemania Oriental consideró a los alemanes occidentales y los berlineses occidentales como extranjeros tras la promulgación de su segunda constitución en 1968. Los alemanes occidentales, los medios de comunicación occidentales y los estadistas evitaban inicialmente el nombre oficial y su abreviatura, optando en su lugar por términos como Ostzone («Zona Este» o «Zona Oriental»), Sowjetische Besatzungszone («Zona de Ocupación Soviética»; a menudo abreviado como SBZ) y sogenannte DDR o «la llamada RDA».
El centro del poder político en el Berlín Oriental se denominó Pankow (la sede de mando de las fuerzas soviéticas en la Alemania Oriental se llamaba Karlshorst). Con el tiempo, sin embargo, la abreviatura DDR también fue empleándose cada vez más coloquialmente por los medios de comunicación de la Alemania Oriental y la Alemania Occidental.
Cuando lo usaban los alemanes occidentales, Westdeutschland (Alemania Occidental) era un término casi siempre en referencia a la región geográfica de la Alemania Occidental y no al área dentro de los límites de la República Federal de Alemania. Sin embargo, este uso no siempre fue coherente y los berlineses occidentales solían emplear el término Westdeutschland para designar la República Federal. Antes de la Segunda Guerra Mundial, Ostdeutschland (este de Alemania) se usaba para describir todos los territorios al este del río Elba, como se refleja en los trabajos del sociólogo Max Weber y el teórico político Carl Schmitt.

## Historia

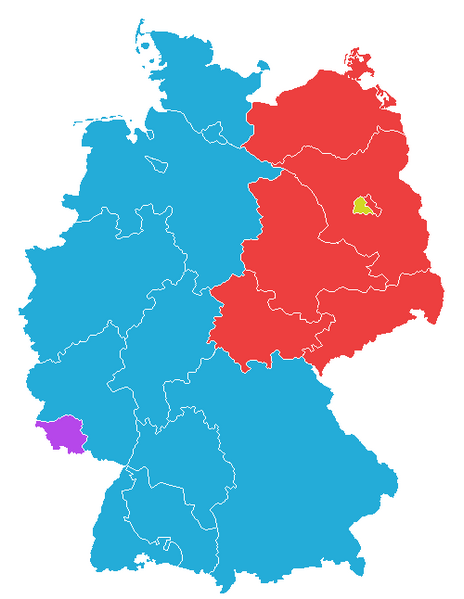
División de Alemania tras la Segunda Guerra Mundial. En color rojo las zonas de ocupación soviética.

Concluida la Segunda Guerra Mundial y con el territorio alemán ocupado, este había sido dividido en cuatro zonas bajo control de las tropas de los Aliados. La República Democrática Alemana se fundó el 7 de octubre de 1949 en la zona de Alemania que se encontraba bajo control militar soviético, con Wilhelm Pieck como primer presidente. La Unión Soviética fue el primer país en reconocer a la RDA como Estado y en establecer relaciones diplomáticas con él, seguida ese mismo año por otros Estados socialistas: Albania, Bulgaria, Checoslovaquia, la República Popular China, Corea del Norte, Rumanía, Polonia y Hungría. La República Federal Alemana, fundada el 23 de mayo de 1949, se negó a reconocer a la RDA, y durante dos décadas la siguió considerando como un territorio bajo ocupación militar soviética.
El 10 de marzo de 1952, Iósif Stalin propuso una unificación de los dos países alemanes bajo la premisa de neutralidad militar —la Nota de Stalin—, y no propuso que la RDA fuera un Estado socialista, tratando de dejar abierto el camino hacia una eventual Alemania reunificada en el marco de la Guerra Fría. Sin embargo, su actitud cambió rápidamente cuando en 1952 las potencias de la OTAN y el gobierno de la RFA, entonces en manos de Konrad Adenauer —quien dijo: «Prefiero una media Alemania por completo a una Alemania completa a medias»—, rechazaron la llamada Nota de Stalin —la propuesta de la nota era la reunificación alemana y el retiro de las superpotencias de la política interna—. A partir de ese momento se aceleraron la colectivización de la agricultura y la nacionalización de empresas.

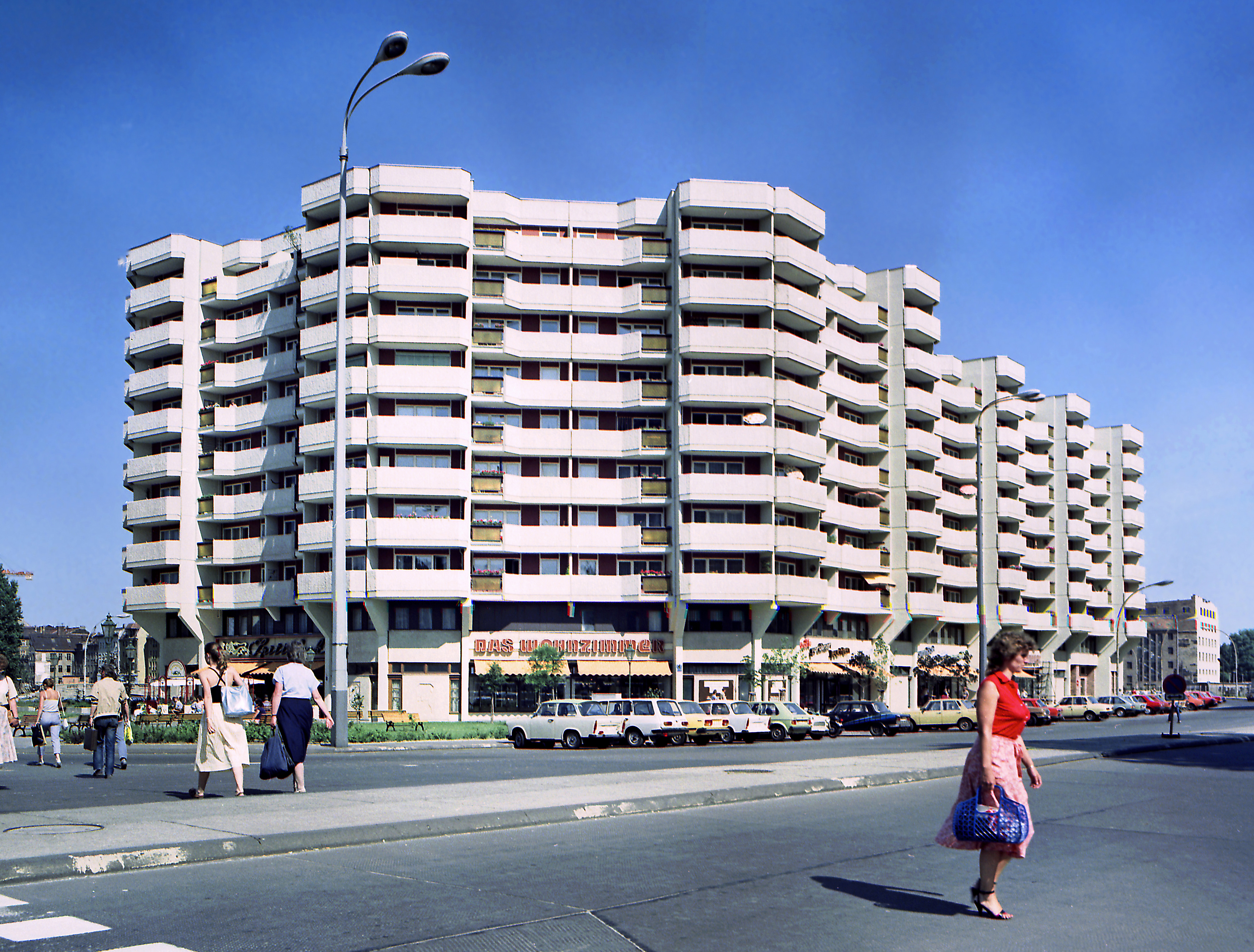

En julio de 1952 se disolvieron los cinco estados federados de la RDA y fueron reemplazados por 14 distritos.
El 17 de junio de 1953 la zona oriental de Berlín fue escenario de una serie de manifestaciones en contra del aumento de las cuotas de producción. Tales manifestaciones no tardaron en extenderse a otras ciudades del país y convertirse también en una abierta crítica a la política gubernamental del Partido Socialista Unificado de Alemania (SED). Las protestas fueron sofocadas por los tanques del Ejército soviético que permanecían en territorio alemán, provocando decenas de víctimas mortales, aunque la cifra es objeto de discusión entre los historiadores.

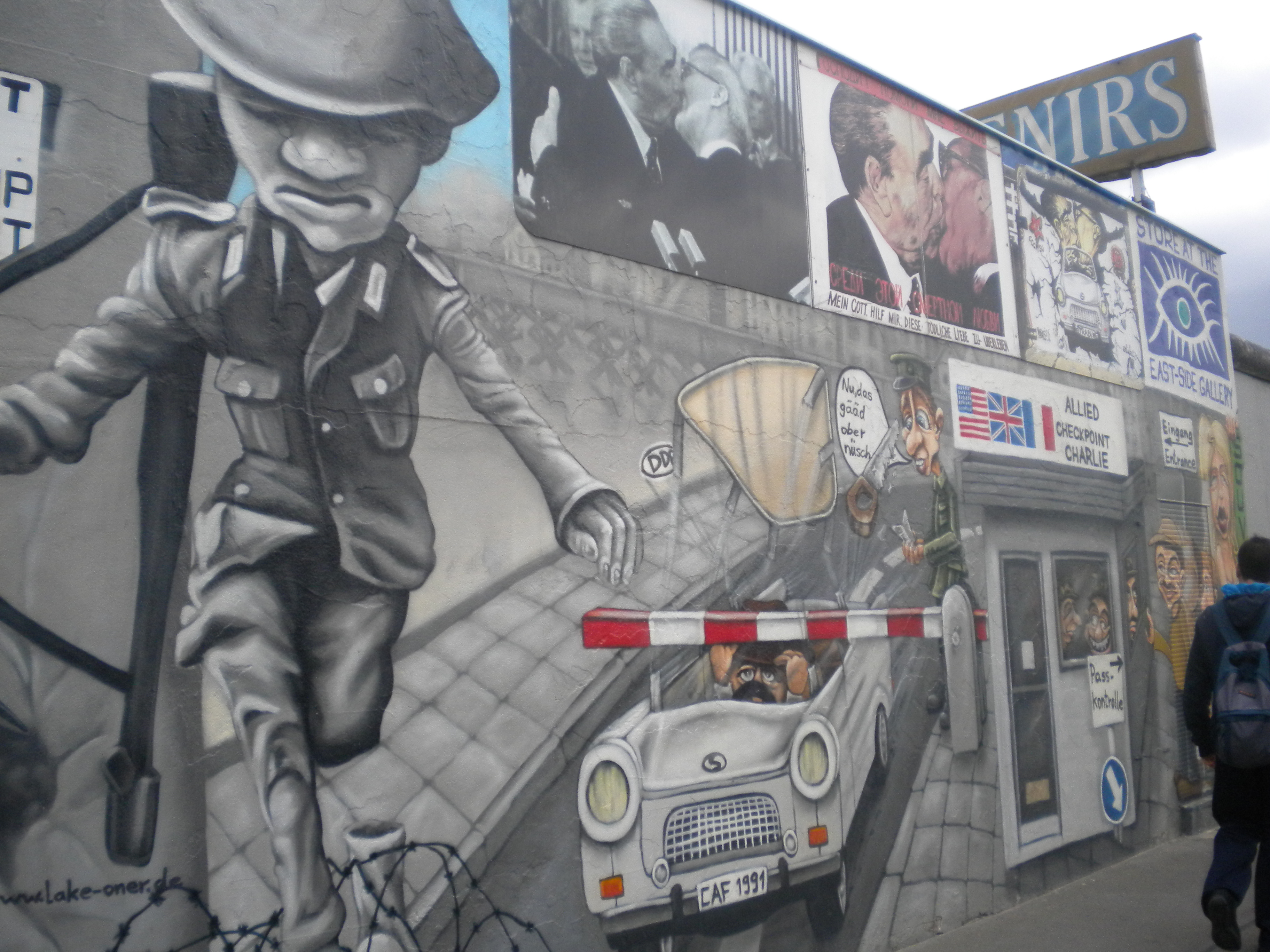
Fragmento del Muro de Berlín reproduciendo el beso de Leonid Brézhnev (líder de la URSS) y Erich Honecker (líder de la RDA)

El 13 de agosto de 1961, tras numerosos episodios de huida hacia la RFA de ciudadanos de la RDA que conseguían eludir los controles fronterizos de la policía comunista, se construyó el denominado Muro de Berlín y se comenzó a fortificar la frontera. Vigilado constantemente por guardias fronterizos, con instrucciones de disparar a quienes intentaran cruzarlo, la longitud del muro era de 155 kilómetros y estuvo en pie 28 años, hasta el 9 de noviembre de 1989, rodeando Berlín occidental pero dentro del territorio de la RDA. Se desconoce el número exacto de personas fallecidas al intentar traspasar la frontera pero la Fiscalía de Berlín estima más de 200 personas. El Centro de Estudios Históricos de Potsdam calcula en 125 la cifra total de muertos en la zona del muro.

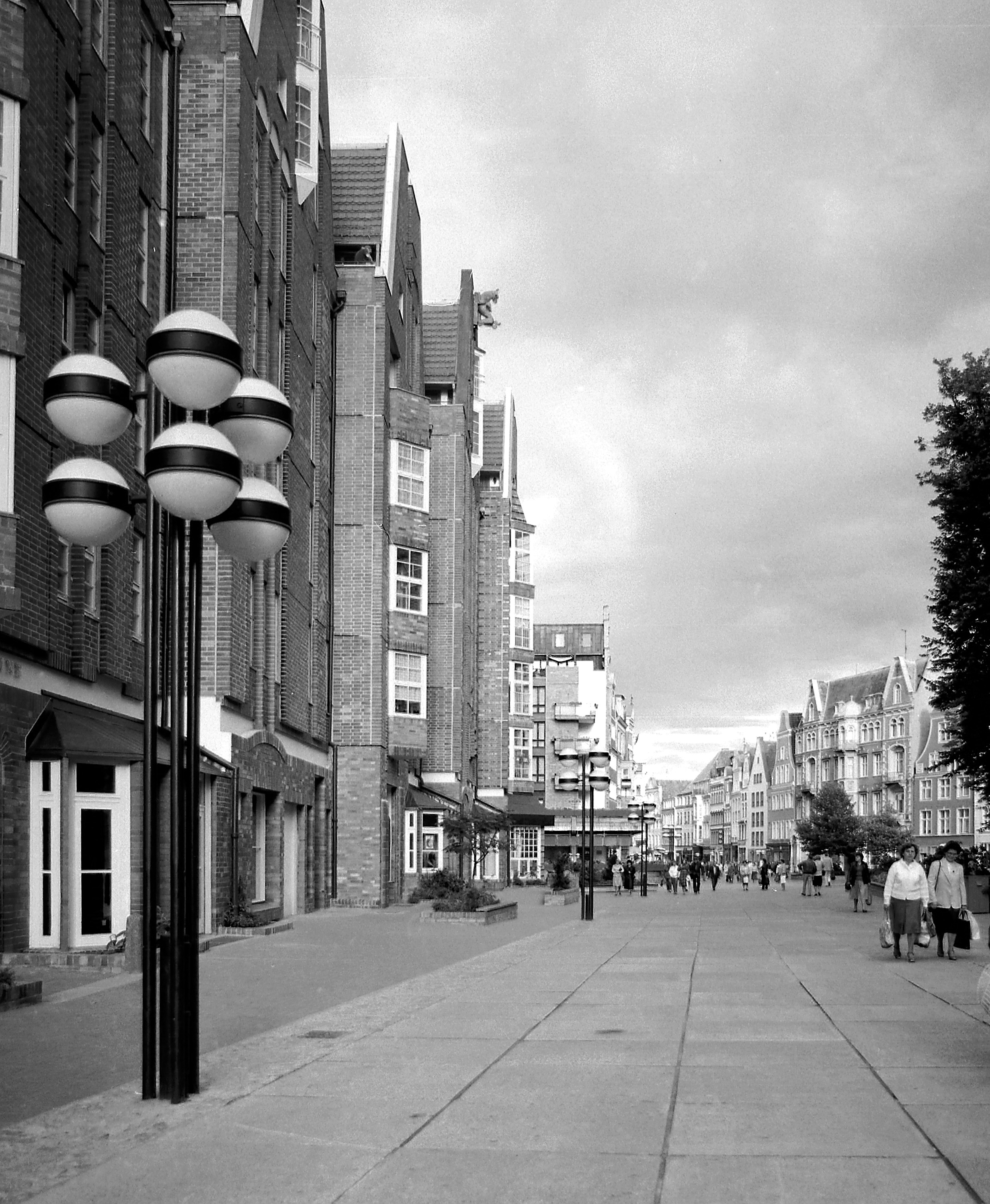
Calle de la RDA en 1986

A lo largo de los años 1970 y 80, coincidiendo con el nombramiento de Erich Honecker como jefe del Estado en 1976, se produjeron episodios de expulsión de ciudadanos y disidentes en un intento de controlar la ortodoxia política del régimen. La crisis económica, consecuencia de la deuda externa y la escasez de divisas que provocó el desabastecimiento de productos, y el deseo de mayores libertades y de reformar el sistema supuso a la postre la disolución de la RDA.

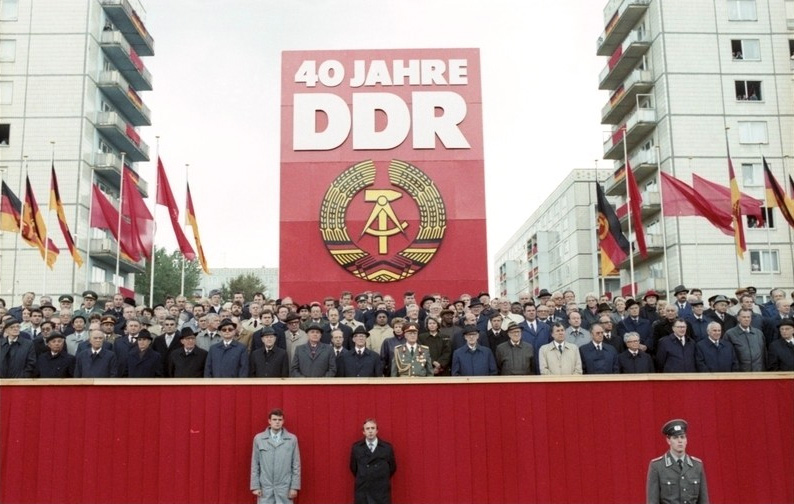
Conmemoración, en 1989, del XL aniversario de la República Democrática Alemana.

La unificación fue posible gracias a los cambios políticos en varios países del llamado Bloque del Este en especial las reformas emprendidas por el mandatario soviético Mijaíl Gorbachov. La apertura de la frontera de Austria con Hungría en agosto de 1989, que permitía el libre paso de ciudadanos por el llamado «telón de acero», fue considerada determinante. Helmut Kohl, tras su triunfo en las elecciones a la cancillería de la RFA en 1989, se embarcó en el proceso de la unificación durante trece meses, el cual se concretó simbólicamente con la caída del Muro de Berlín el 9 de noviembre de 1989 y quedó oficializado casi un año después.

## Gobierno y política

### Sistema político
La RDA estuvo gobernada entre 1949 y 1989 por el Partido Socialista Unificado de Alemania (Sozialistische Einheitspartei Deutschlands) conocido habitualmente por su acrónimo: SED. El SED fue producto de la unión, en la zona de ocupación soviética, del Partido Socialdemócrata de Alemania (SPD) con el Partido Comunista de Alemania (KPD). Aunque el SPD no estuvo a favor de dicha fusión sus miembros se vieron forzados a hacerla por las circunstancias y el nuevo orden surgido tras la Segunda Guerra Mundial.
Nominalmente el SED, junto a la organización juvenil —la Juventud Libre Alemana (FDJ)—, los sindicatos (FDGB) y otros partidos pequeños formaban el Frente Nacional de la Alemania Democrática (Nationale Front des Demokratischen Deutschland). Dicha entidad fue un frente popular conformado por partidos políticos y organizaciones de masas de la RDA que, a pesar de estar dominado políticamente por el SED, presentaba una lista única a las elecciones de la Cámara Popular con candidatos de todos sus integrantes: el SED, la Federación Alemana de Sindicatos Libres, la Unión Demócrata Cristiana (CDU), el Partido Liberal Democrático de Alemania (LDPD), el Partido Democrático Campesino de Alemania (DBD), el Partido Nacional Democrático de Alemania (NDPD), la Juventud Libre Alemana (FDJ), la Federación de Mujeres Democráticas de Alemania y la Asociación Cultural de la RDA.
Respecto al Estado el órgano ejecutivo consultivo era el Consejo de Estado y el de gobierno el Consejo de Ministros. El poder legislativo recaía en la Cámara Popular. Sin embargo, pese a esta división de funciones, todos los organismos se supeditaban a la hegemonía política de la dirección del SED.

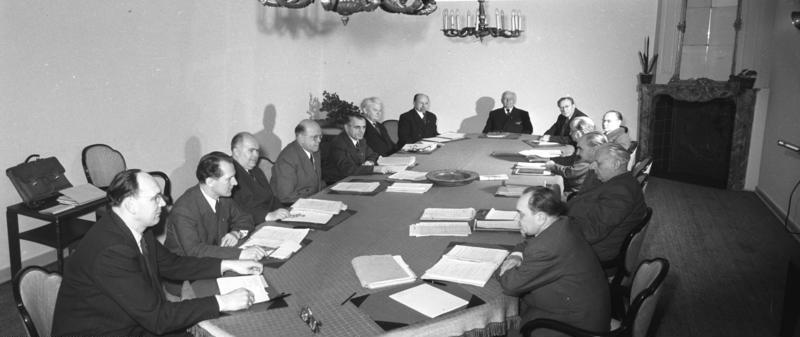
Imagen del Politburó del SED en 1955: (de izda. a dcha.) Erich Honecker (2.º), Walter Ulbricht (6.º), Wilhelm Pieck (7.º) y Otto Grotewohl (8.º).

El SED llegó a contar con casi 3 millones de militantes. Como el resto de los partidos comunistas sus órganos dirigentes eran el Congreso, el Comité Central y el Politburó o Buró Político. El secretario general de su Comité Central era, a su vez, el jefe de Estado del país. Sus secretarios generales fundadores, en abril de 1946, fueron Wilhelm Pieck -líder del Partido Comunista de Alemania- y Otto Grotewohl -líder del Partido Socialdemócrata de Alemania- (1946-1950).

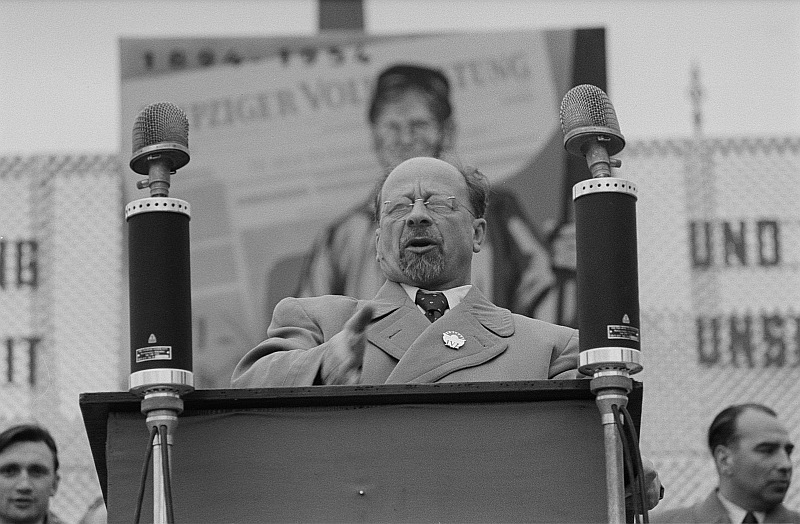
Walter Ulbricht dando un discurso en la Karl-Marx Platz de Leipzig

Tras este primer periodo fue nombrado secretario general en el III Congreso del partido Walter Ulbricht (1950-1971), quien ejerciera el cargo durante más tiempo y también se convirtió en jefe del Estado desde 1960 hasta su muerte en 1973. Fiel a los principios políticos del marxismo-leninismo durante su mandato se produjo la salida del país de más de 1.650.000 ciudadanos lo que acabó siendo uno de los factores desencadenantes para la construcción del Muro de Berlín. También enunció la conocida como Doctrina Ulbricht por la cual se establecía que las relaciones diplomáticas normales entre la Alemania Oriental y la Alemania Occidental solo se darían si ambos Estados reconocían la soberanía mutua.

«Según su pregunta, entiendo que hay gente en la Alemania Occidental que desea que movilicemos a los obreros de la capital de la RDA para que construyan un muro, ¿es eso? No tengo conocimiento de que exista tal intención, ya que los obreros en la capital están ocupados básicamente con la construcción de viviendas a pleno rendimiento. Nadie tiene la intención de construir un muro».
Walter Ulbricht (respondiendo a la periodista Annamarie Doherr corresponsal del Frankfurter Rundschau, junio de 1961) 

Poco antes del fallecimiento de Ulbricht, y debido a la oposición de este a la normalización de relaciones con la República Federal de Alemania, se produjo su relevo y nombramiento como secretario general de Erich Honecker (1971-1989). Figura controvertida Honecker fue uno de los líderes más carismáticos de la RDA y ejerció el cargo de jefe del Estado de 1976 a 1989. Opuesto a la perestroika impulsada en la Unión Soviética por el secretario general del PCUS Mijaíl Gorbachov antes de la caída del Muro de Berlín se vio forzado a dimitir. Se trasladó a Moscú, para evitar ser enjuiciado en la Alemania reunificada acusado de ser responsable de la muerte de 192 personas que intentaron cruzar el Muro durante su mandato, pero fue extraditado en 1992 y permaneció durante un breve tiempo en prisión antes de ser liberado por problemas de salud.

«Con mi visita oficial a la RFA, en septiembre de 1987, se ha iniciado, sin duda, una nueva etapa en las relaciones entre ambos Estados alemanes. Ha sido el acontecimiento más importante en estas relaciones a partir de la firma, en 1972, del Tratado sobre las Bases de las Relaciones. Nos guiamos por el hecho de que una relación sensata entre ambos Estados alemanes es un importante elemento estabilizador para la situación en Europa y para el desarrollo internacional en su conjunto. El comunicado conjunto sobre la visita es un documento notable de coexistencia pacífica. Es evidente que el respeto mutuo de la soberanía, de la integridad territorial y de la no injerencia, la consideración de los intereses de ambas partes, son el requisito fundamental para establecer relaciones normales entre la RDA y RFA».
Erich Honecker (Diario El País, 1988) 

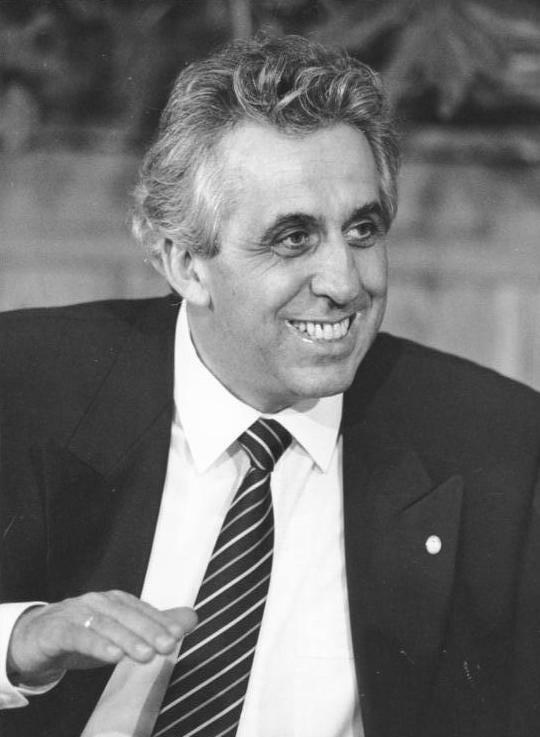
Egon Krenz

En octubre de 1989, tras la caída del Muro de Berlín, fue elegido como último de los secretarios generales del SED, Egon Krenz (1989-1990) quien fuera el miembro más joven del Politburó. Su etapa como jefe del Estado fue breve (18 de octubre al 6 de diciembre de 1989) ya que se pronto se vio superado por las movilizaciones populares y la masiva salida de cientos de ciudadanos hacia el oeste por la frontera de Checoslovaquia, que precedieron al colapso de la RDA.

«Es lamentable que los líderes de opinión reduzcan la RDA al alambre de espino, el muro y la falta de libertad. Es obvio que el muro no cayó del cielo. En 1961, Kennedy dijo que “no es una solución especialmente agradable, pero es, maldita sea, mejor que una guerra”. No era solo la frontera entre las dos Alemanias. Era algo único: la frontera entre el sistema capitalista y el socialista, el bloque de la OTAN y el del Pacto de Varsovia. Quien no lo tenga en cuenta banaliza el encono de la Guerra Fría entre 1946 y 1989. Yo siempre lamenté profundamente los muertos y los heridos de la frontera. Cada uno de ellos es demasiado. Pero no sería sincero si negara que, durante el enfrentamiento entre los bloques, la RDA no habría podido cambiar esa frontera unilateralmente».
Egon Krenz (Diario El País, 2009) 

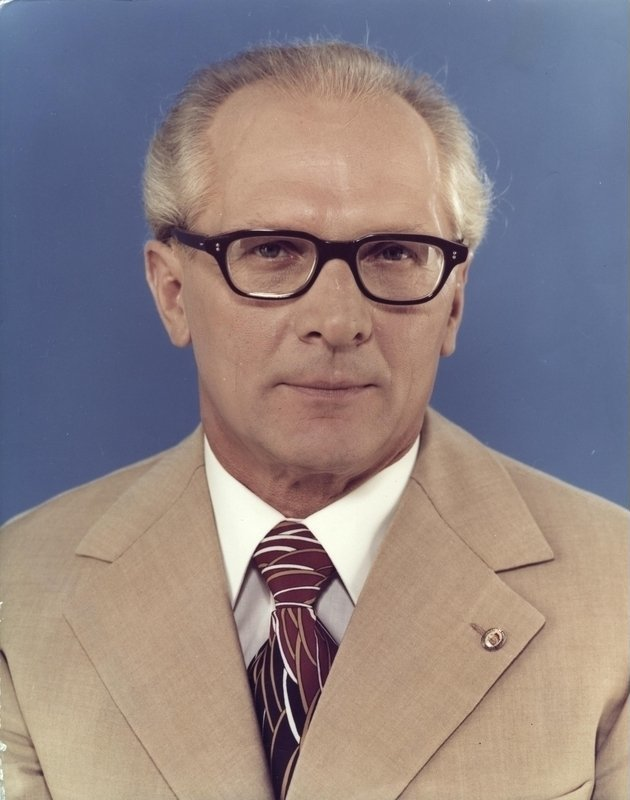
Retrato oficial de Erich Honecker

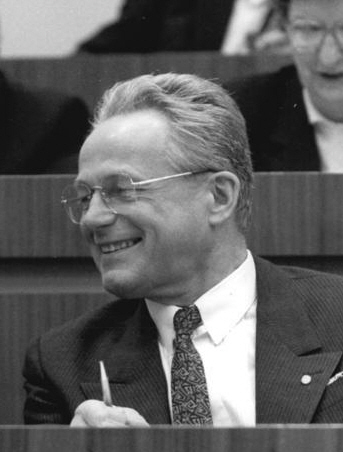
Manfred Gerlach

El último de los presidentes del Consejo de Estado de la RDA fue Manfred Gerlach (1989-1990), miembro del Partido Liberal Democrático de Alemania (LDPD), político de largo recorrido en el país y primer jefe del estado que no formara parte del SED. Fue una figura popular al declararse partidario de los programas de liberalización impulsados por Gorbachov y ser crítico con la forma de ejercitar el poder del SED. Tras las elecciones celebradas en abril de 1990 el nuevo parlamento Volkskammer disolvió el Consejo de Estado y el cargo fue asumido por la presidenta del Parlamento, Sabine Bergmann-Pohl miembro de la Unión Demócrata Cristiana de Alemania, hasta el 2 de octubre de 1990 cuando se produjo la disolución efectiva de la RDA. 
Tras la caída del Muro de Berlín el SED se refundó en el Partido del Socialismo Democrático (Partei des Demokratischen Sozialismus, PDS) que en 2017 obtuvo el 17% de los votos de media en los estados federados del este de Alemania bajo la denominación de Die Linke («La Izquierda»), un nuevo partido surgido tras la fusión del PDS con Trabajo y Justicia Social-La Alternativa Electoral, de los estados de la Alemania Occidental.

### Organización político-administrativa

Distribución geográfica de los distritos de la RDA.

Tras la finalización de la Segunda Guerra Mundial en 1945, y después de la pérdida de territorios de la zona oriental de Alemania en favor de Polonia y la Unión Soviética, en la zona oriental se constituyeron cinco estados federados (Länder): Brandeburgo, Mecklemburgo-Pomerania Occidental, Sajonia, Sajonia-Anhalt y Turingia. Estos cinco estados, junto con la capital Berlín Oriental, formaron la RDA en 1949.
En 1952 fue abolida la administración en estados y la RDA fue dividida en distritos (Bezirke) con funciones de carácter meramente administrativo y perdiendo su autonomía política. Cada distrito fue denominado como su ciudad más grande: Rostock, Schwerin, Nuevo Brandeburgo, Magdeburgo, Potsdam, Berlín, Fráncfort del Óder, Cottbus, Halle, Erfurt, Leipzig, Dresde, Karl-Marx-Stadt —Chemnitz hasta 1953 y desde 1990—, Gera y Suhl.
La población durante la existencia de la RDA disminuyó en tres millones de personas de 19 millones (1948) a 16 millones (1990). De la población existente en 1948 4 millones fueron deportados de las tierras al este de la línea Oder-Neisse. Esta evolución demográfica supone un gran contraste con otros países en su entorno geográfico como, por ejemplo, Polonia cuya población aumentó en ese periodo de 24 millones (1950) a 38 millones (2019).
En 1990, en el proceso de reunificación alemana, los estados federados fueron reinstaurados y se unieron a la RFA. Cada estado (Land) fue dividido en distritos (Kreise), como en la RFA, y los antiguos Bezirke fueron abolidos.

### Fuerzas armadas

Sello del Ejército Popular Nacional, las fuerzas armadas de la RDA.

Las fuerzas armadas de la RDA se agrupaban en el Ejército Popular Nacional (Nationale Volksarmee o NVA por acrónimo en alemán). Inicialmente no existían fuerzas armadas en la RDA y como fuerza militar solo estuvo operativa la denominada Policía Popular Acuartelada (Kasernierte Volkspolizei o KVP) a partir de julio de 1948, en la entonces zona de ocupación soviética.
Después de la creación de la RDA, en 1951, estas fuerzas se reorganizaron y se le añadieron unidades aéreas y navales, hasta alcanzar en 1952 un tamaño de 100 000 hombres y siete divisiones. En la primavera de 1956 fue oficialmente creado el Ejército Popular Nacional tras lo cual la RDA pasó a integrarse en la estructura militar del Pacto de Varsovia como respuesta a la integración de Alemania Occidental en la OTAN sucedida entre 1954 y 1955.
El NVA contaba con tres ramas:
- Fuerzas Terrestres (Landstreitkräfte)
- Fuerza Aérea y Defensa Aérea (Luftstreitkräfte der NVA)
- Armada Popular (Volksmarine)

Existían también otros cuerpos adscritos al NVA:
- Tropas de Frontera (Grenztruppen der DDR) cuya función era la vigilancia fronteriza e integraron a cerca de 47.000 personas.[72]
- Grupos de Combate de la Clase Obrera (Kampfgruppen der Arbeiterklasse) integrado por voluntarios y reservistas que alcanzaron oficialmente los 400.000 efectivos.[73]
- Regimiento de Guardias «Félix Dzerzhinsky» (Berliner Wachregiment «Feliks Dzierzynski»), denominado en honor al fundador de la policía secreta bolchevique, formado por las tropas de élite de la Stasi.[74]

## Economía
Tras su conformación como Estado la RDA ingresó en el COMECON - Consejo de Asistencia Económica Mutua (el 29 de septiembre de 1950). Era el país económicamente más desarrollado del bloque y su nivel económico era superior al de muchos países desarrollados[cita requerida]. Sin embargo, sufrió constantemente la escasez de divisas y, en parte, su economía era el reflejo de una situación de emergencia. El sistema económico que prevalecía era la economía planificada con planes quinquenales y fusiones entre empresas estatales y grandes empresas. El sistema dejaba un pequeño margen que permitía la existencia de pequeñas empresas privadas que no estaban sujetas del todo a la planificación económica.

«La economía de la RDA al final era casi estatal por completo. Bajo mi punto de vista ello fue un error porque se estatalizaron incluso las empresas pequeñas. En la gran industria prácticamente todo era estatal desde el principio. Y ello estaba además recogido en la Constitución. Todo lo relacionado con la energía y el transporte debería ser público bajo mi punto de vista, pero la iniciativa privada habría que permitirla, ya que de otro modo la economía se asfixia y apalanca».
Klaus Blessing (Economista, 2015) 

Actividades económicas en la República Democrática Alemana.

El primer plan quinquenal, llevado a cabo entre 1951 a 1955, tenía como objetivos principales eliminar los estragos de la guerra, las reparaciones y los desmantelamientos, y aumentar especialmente la producción de la economía energética y de la industria pesada y química. En 1955 existían en la RDA más de 13 000 empresas privadas. En 1957 la RDA producía el doble[cita requerida] que antes de la Segunda Guerra Mundial en el mismo territorio. En el mismo año se extrajeron en la RDA 213 millones de toneladas de lignito, el 50% de la producción mundial[cita requerida]l; se producían 32,7 millares de kilovatios por hora de electricidad —casi como en Bélgica, Países Bajos, Dinamarca y Finlandia juntos[cita requerida]— y 2,9 millones de toneladas de acero, 14 veces más que en 1947[cita requerida]. En producción química la RDA ocupaba el segundo puesto de mayor nivel de producción del mundo [cita requerida]y era la mayor exportadora de maquinaria de todo el territorio oriental[cita requerida]. En 1960 se llegó a la total colectivización de la agricultura. En 1965 la producción industrial era cinco veces mayor que la anterior a la guerra.
A principios de la década de 1970 la RDA fue durante un corto período la décima potencia industrial del mundo debido a su productividad. Sin embargo los bienes de consumo llegaban a escasear en algunos ámbitos. Por ejemplo los coches estaban subvencionados por el Estado pero los interesados tenían que inscribirse en una lista. Si bien el tiempo inicial de espera era de aproximadamente un año en ocasiones había que espera hasta quince años para lograr el modelo deseado. Esto supuso la creación de un mercado negro en el que, a cambio de un precio mayor, se evitaba la espera.

«Durante la Guerra Fría, el espionaje industrial se convirtió en instrumento para el desarrollo económico del bloque comunista, que trataba de alcanzar al mundo capitalista».
Albrecht Glitz (Universidad Pompeu Fabra) y Erik Meyersson (Stockholm School of Economics) (La Vanguardia, 2017) 

Los precios y los sueldos eran en su mayoría establecidos y subsidiados por el Estado. Debido a ello el precio de venta de los productos de primera necesidad era uniforme. Los electrodomésticos y otros bienes de consumo que podían ser exportados a cambio de divisas, por el contrario, solían ser muy caros en comparación con el poder adquisitivo del ciudadano medio. El alquiler de una vivienda, sin contar con la calefacción, podía costar de 30 a 120 marcos dependiendo del equipamiento. La construcción de casas unifamiliares se permitía en los primeros años con muchas limitaciones por causa de la escasez de materiales de construcción pero experimentó un cierto crecimiento en los años 1980 al no existir suficiente parque de vivienda. Un televisor en color en los años 1980 costaba 7000 marcos; una barra de pan, cinco pfennig; por el típico coche Trabant se pagaban 10 000 marcos si se trataba de un modelo nuevo y con período de espera, o 30 000 sin espera en el mercado negro. Entre los expertos valía la siguiente fórmula de amortización: el doble del precio del coche nuevo menos mil marcos por año de uso. En 1988 el 55% de todos los hogares tenía su propio coche, en 1969 la cifra era del 14% y en 1980 del 38%. Sin embargo en la RFA en 1988 el 61 % de los hogares poseía uno o varios coches. 

«Plátanos siempre teníamos en Navidad, pero es cierto que en muchas ocasiones no había plátanos o pantalones vaqueros. Y que las personas tenían que esperar demasiado para poder comprar un coche. Pero, sabe, no se puede coger lo mejor de cada sistema. Esa fue precisamente la ilusión que tenían los ciudadanos de la RDA y de algunos funcionarios del partido: ahora vamos a tener el marco alemán fuerte, la libertad para viajar y además abriendo más la boca que hasta ahora. Y es por eso que muchos les avisaron: amigos, mirad un poco más allá. En mi opinión no se puede cortar la mejor tajada de cada sistema y crear uno nuevo. Cada sistema tiene sus prioridades. La RDA tenía como objetivo garantizar una vida digna y ello se hizo incluso más allá de lo que se debería, porque ello asfixió la iniciativa propia de los individuos».
Klaus Blessing (Eldiario.es, 2015) 

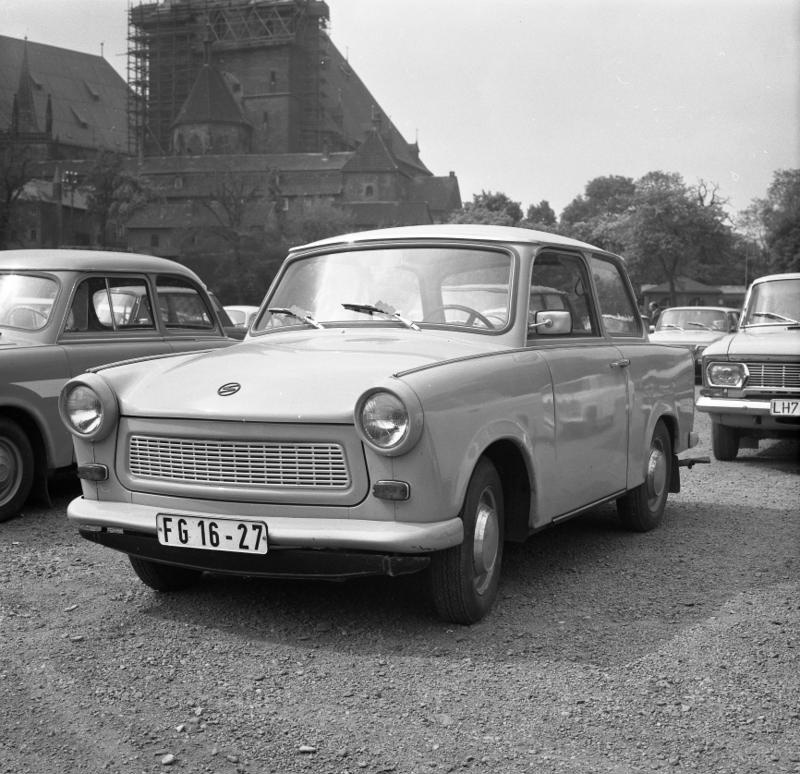
Un icono de la RDA: el automóvil Trabant (en imagen el Trabant 601).

Los salarios en los barrios residenciales no eran tan homogéneos como lo son actualmente en muchos países occidentales. Las personas que pertenecían a diferentes grupos sociales vivían a menudo en el mismo barrio aunque altos cargos del partido y colaboradores de muchos órganos estatales se concentraban en zonas residenciales especiales alojándose en viviendas cedidas por el gobierno. Una vendedora ganaba entre 600 y 800 marcos, un ingeniero entre 500 y 1200 marcos, y un trabajador de la construcción entre 900 y 1800 marcos. Se diferenciaban en la cuantía de su salario y en su capacidad de ahorro aunque las diferencias salariales no eran tan grandes como en los países industrializados de Occidente. Los obreros eran muy solicitados y ganaban a menudo lo mismo o más que los médicos más reconocidos. 
Los diferentes estatus sociales en el día a día eran difíciles de percibir por la constante escasez que existía en el país excepto en algunos matices como que, por ejemplo, los médicos tenían preferencia para la conexión de la red telefónica ante posibles servicios de urgencia. Sin embargo quienes se lo podían permitir viajaban con frecuencia dentro del bloque oriental y adquirían artículos de consumo provenientes de Occidente.
Las profesiones poco solicitadas por los aprendices recibían un apoyo especial y la adjudicación de puestos de aprendizaje y de plazas universitarias se planificaba de forma organizada según el cálculo de las necesidades del país. Debido a estas condiciones la libertad de formación establecida por la ley era difícil de alcanzar en materia de educación.
Durante el mandato de Erich Honecker (1971-1989) se introdujo al principio diversas reformas sociales, incluidas en el programa denominado Unidad de la política económica y social, acordadas en el VIII congreso del Partido Socialista Unificado de Alemania en 1971. Honecker permitió que hubiera más libertad cultural y política, con lo que también se hicieron posibles las negociaciones para lograr un mayor reconocimiento internacional de la RDA, e intentó que las empresas estatales tuvieran más libertad. Por ello al principio se consideró a Honecker un signo de esperanza para el pueblo. Al mismo tiempo este dirigente nacionalizó todas las empresas en dos etapas en los años 1970 obligándolas a aceptar una participación estatal mayoritaria. El impulso inicial de la reforma decayó por las discrepancias entre la represión política y la libertad concedida. La primera crisis del petróleo de los años 1970 fue particularmente complicada. La economía de la RDA se había fortalecido gracias al petróleo de la URSS pero se hizo dependiente de él. La política social de Honecker entorpeció el crecimiento económico a partir de 1972 porque los gastos sociales aumentaron, debido a la baja productividad laboral, y crecieron más que el PIB.
El documento confidencial denominado Schürer Papier, un análisis de la situación económica de la RDA publicado el 30 de octubre de 1989 cuyo objetivo era contribuir a salvar la economía de la RDA, llegó a la siguiente conclusión sobre el funcionamiento del socialismo:

En general, se trata del desarrollo de una economía planificada socialista orientada a las condiciones de mercado.

Ingresos mensuales promedio en los hogares de obreros y empleados (en marcos)
| Número de personas | 1970 | 1975 | 1980 | 1983 |
| ------------------ | ---- | ---- | ---- | ---- |
| 1 persona          | 535  | 713  | 778  | 881  |
| 2 personas         | 928  | 1194 | 1340 | 1482 |
| 3 personas         | 1121 | 1442 | 1589 | 1768 |
| 4 personas         | 1209 | 1556 | 1720 | 1913 |
| 5 personas         | 1287 | 1746 | 1968 | 2205 |

Grado de automatización de las plantas industriales (en porcentaje)
| 1970 | 1976 | 1980 | 1983 |
| 33   | 42   | 49   | 51   |

Con la reunificación con la República Federal Alemana a partir de 1989 el entramado de empresas públicas fue privatizado, mediante la creación de una agencia fiduciaria denominada Treuhandanstalt cuya misión era reconvertir la economía del Este para adaptarla al sistema capitalista, y en gran medida desmantelado. En 2019 se calculó que el 80% de las empresas públicas fueron adquiridas por ciudadanos y empresas de la antigua RFA, el 15% por capital extranjero y el 5% por ciudadanos y empresas de la RDA.

«Hay incontables publicaciones sobre la Treuhand y siempre se plantea la cuestión como si esta organización fuese la responsable de que el Este de Alemania se hubiese ido a la bancarrota, de que tras la reunificación cerrasen la mayoría de las industrias, etc. Pero eso, aunque es cierto, solo es una parte de la realidad. Antes de que la Treuhand existiese, se llevó a cabo una unión económica. Ambos marcos fueron igualados en valor de la noche a la mañana y así, de un plumazo, la RDA dejó de ser competitiva. En un segundo lugar, la Treuhand privatizó toda la riqueza pública de la RDA. Tenían el encargo de vender y pasarla a manos privadas a cualquier precio y así es como de 600.000 millones de riqueza del pueblo alemán del Este se pasó a una deuda de 250.000 millones».
Klaus Blessing (Eldiario.es, 2015) 

## Infraestructuras

### Transportes

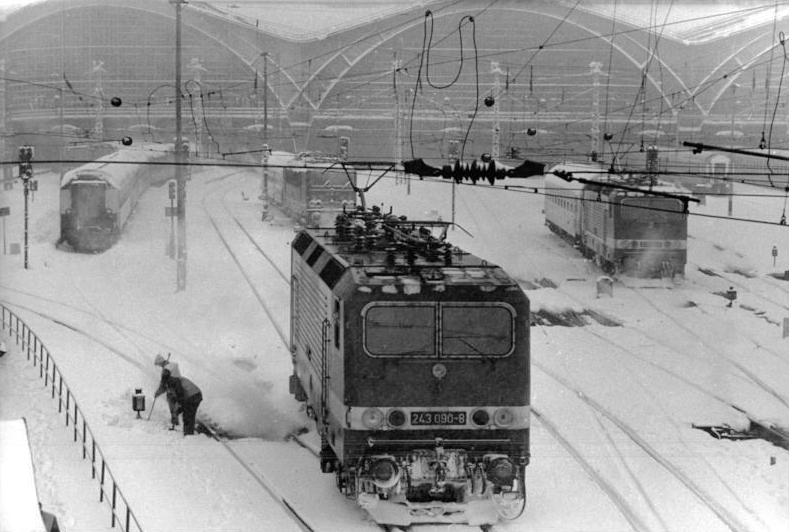
La Estación Central de Leipzig, completamente nevada, en 1987.

El ferrocarril constituyó uno de los principales elementos de la red de transporte existente en la República Democrática Alemana, quedando bajo el control del estado, que los operó a través de la compañía Deutsche Reichsbahn (DR).
Inicialmente muchas locomotoras y material ferroviario habían sido requisados por los soviéticos al final de la contienda pero a partir de 1949 los ferrocarriles alemanes lograron restablecer la situación. En 1989 el 17,2% del volumen total de transporte de pasajeros en la RDA era operado por la DR, lo que suponía un tercio de la cuota de mercado que la Deutsche Bundesbahn (DB) tenía en la Alemania Occidental. 
Hacia 1990 alrededor del 30% de la red ferroviaria de la RDA (3.829 kilómetros) había sido electrificada mientras que el 70% restante (4.223 km) seguía sin electrificarse o se hallaba en proceso. En 1990 la DR empleaba a 224.000 trabajadores de distinto tipo. Más allá de las fronteras de la Alemania Oriental la DR ofrecía un número limitado de trenes expresos que realizaban trayectos internacionales como el Neptuno (Berlín Este-Copenhague), Vindobona (Berlín Este-Viena), Karlex (Berlín-Carlsbad) o el Balt-Orient-Express (Berlín Este-Bucarest).
En 1960 había en la RDA un total de 12.335 kilómetros de carreteras estatales, 33.144 km de carreteras regionales, y 1.378 km de autopistas. A finales de 1983 la longitud de la red de autopistas había aumentado a 1.815,4 km, de los cuales 117,1 km eran autopistas de dos carriles —un carril en cada dirección— y 11,8 km eran autopistas de seis carriles —tres carriles en cada dirección—.

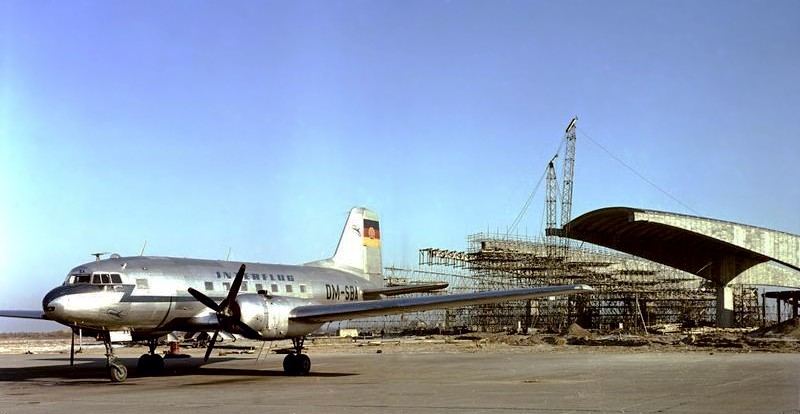
Un Ilyushin Il-14 de Interflug en el Aeropuerto de Schönefeld, 1961.

La RDA contaba con una pequeña red de aeropuertos que ofrecían servicios aéreos, entre los que destacaban el de Berlín-Schönefeld y Leipzig/Halle. La compañía aérea estatal de Alemania Oriental fue Interflug, que existió entre 1963 y 1991, llegando a operar con hasta 51 destinos. Durante la Guerra Fría se dio una paradoja: una cláusula del Acuerdo Cuatripartito sobre Berlín estipulaba que ninguna línea aérea alemana podía volar desde o hacia Berlín (únicamente aerolíneas estadounidenses, francesas, británicas o soviéticas podían hacerlo). Pero al encontrarse el aeropuerto de Schönefeld fuera de los límites de Berlín dicha cláusula no se aplicaba. Así pues los aviones de Interflug operaban desde Berlín-Schönefeld.

### Telecomunicaciones
Los servicios de telecomunicaciones de la RDA estaban operados y controlados por el estado. Tras la formalización de relaciones entre la RDA y la RFA en 1972 se comenzó a negociar el reconocimiento y adecuación a los estándares internacionales. A mediados de los 80 existían aproximadamente 3,6 millones de teléfonos en uso (21,8 por cada 100 habitantes) y 16.476 estaciones de teletipo. Ambas redes estaban operadas por la compañía Correo Alemán de la RDA (Deutsche Post der DDR) organismo público dependiente del Ministerio de Correos y Telecomunicaciones (Ministerium für Post- und Fernmeldewesen). La RDA tenía asignado el número +37 como prefijo telefónico internacional. Sin embargo varios meses después de la reunificación en 1990 con la RFA se cambió al prefijo al +49.
Una característica inusual de la red telefónica de la RDA era que, en la mayoría de los casos, no era posible marcar directamente para las llamadas de larga distancia. Aunque se asignaron prefijos estandarizados de área para todas las grandes ciudades éstos eran únicamente utilizados para la interconexión con las llamadas internacionales. Por otro lado, cada lugar poseía su propia lista de prefijos de llamada, con prefijos más cortos para las llamadas locales y más largos para llamadas de larga distancia. Esto ocurría debido a que las llamadas eran enrutadas fuera de la red telefónica principal. Después de la reunificación la red existente fue ampliamente remplazada y los prefijos fueron totalmente estandarizados.
En 1976 la RDA inauguró una estación de radio de tierra en Fürstenwalde con el propósito de retransmitir y recibir las comunicaciones de los satélites soviéticos. Asimismo tenía el propósito de permitir al país participar en Intersputnik la organización internacional de telecomunicaciones creada por el Gobierno soviético.

### Medios de comunicación

Logotipo de las emisoras de radio Rundfunk der DDR.

Los servicios de televisión y radiodifusión estaban controlados desde el Estado a través de entes estatales e independientes entre sí. La radio corría a cargo de Rundfunk der DDR, grupo de emisoras activo entre 1945 y 1991, cuya sede se encontraba en Funkhaus Nalepastraße (Berlín Oriental). Con delegaciones en Potsdam, Leipzig, Weimar y Dresde fue uno de los medios de comunicación más importantes del país. Durante su funcionamiento llegó a operar hasta cuatro señales nacionales: Radio DDR I, que emitía una programación informativa generalista con conexiones locales, Radio DDR II, con una programación cultural y educativa que incluía también programación regional, Berliner Rundfunk la emisora local de Berlín Este y DT64 basada en una programación juvenil con música y programas específicos. Rundfunk der DDR también operó algunas emisoras de carácter propagandístico como Deutscher Freiheitssender 904 (Radio Libertad 904 dirigida a alemanes del oeste) y Deutscher Soldatensender (Radio del Soldado Alemán orientada a las fuerzas armadas) que discontinuaron su actividad en la década de 1970. Finalmente ofrecían también varias señales de carácter internacional: Radio Berlín Internacional, creada en 1959 como respuesta a la occidental Deutsche Welle y cuya programación en lengua extranjera se basaba en informativos y programas sobre la vida cotidiana en un estado socialista, Berliner Welle, orientada a la población de Berlín Oeste, Deutschlandsender, servicio que cubría todo el territorio alemán y estuvo operativo hasta 1971 y Stimme der DDR surgido a partir de la fusión de Berliner Welle y Deutschlandsender y que estaba dirigido a toda la población alemana tanto oriental como occidental.

Logotipo de las emisoras de televisión Deutscher Fernsehfunk.

La televisión Deutscher Fernsehfunk —redenominada Fernsehen der DDR desde 1972 tras el acuerdo político entre Honecker y Brandt— funcionó a nivel nacional desde 1952 hasta el 31 de diciembre de 1991. Con sede en Adlershof (Berlín Este) el primer canal comenzó sus emisiones en pruebas el 21 de diciembre de 1952 y a nivel regular el 3 de enero de 1956. Operaba dos canales de televisión: DFF 1, con programación generalista compuesta por informativos, programas de entretenimiento, documentales, espacios infantiles y acontecimientos especiales, y DFF 2, segundo canal inaugurado en 1969 con una programación educativa basada en cursos, espacios divulgativos y reposiciones que, a partir de los años 1980, se reorientó al público juvenil. 
La mayoría de la población de la RDA podía sintonizar las radios y televisiones de la RFA, salvo en dos regiones conocidas popularmente como «valle de los desorientados». El gobierno socialista trató por todos los medios de evitar su recepción, primero a través de interferencias intencionadas y después con la adopción única del sistema de color SECAM, en detrimento del PAL que utilizaba Alemania Federal.

«Por un lado, existía la cultura de la RDA, con su teatro, su cine, su escasez de bienes y su poder adquisitivo limitado. Pero, por otro lado, los ciudadanos de la RDA estaban perfectamente informados de lo que pasaba en el Oeste, por la televisión. Un obrero llegaba a su casa y veía la TV del Oeste. Muchos tenían parientes al otro lado del Muro. Desde los años 80 yo podía visitar a mi abuela en Berlín occidental una vez por año. Creo que fue el deseo de libertad, la fuerza de ese anhelo, lo que apuró la caída del Muro. Con el correr del tiempo, nos dimos cuenta de que el Oeste no era ese mundo idílico que nos mostraba la televisión. Fue muy naif creer que aquello era la realidad. En la medida en que la gente fue tomando más conciencia de que la vida en el Oeste no era color de rosa, recuperó la necesidad de preservar el legado de la cultura del Este, porque entendió que valía la pena rescatarla».
Ralf Schenk (2009) 

## Cultura

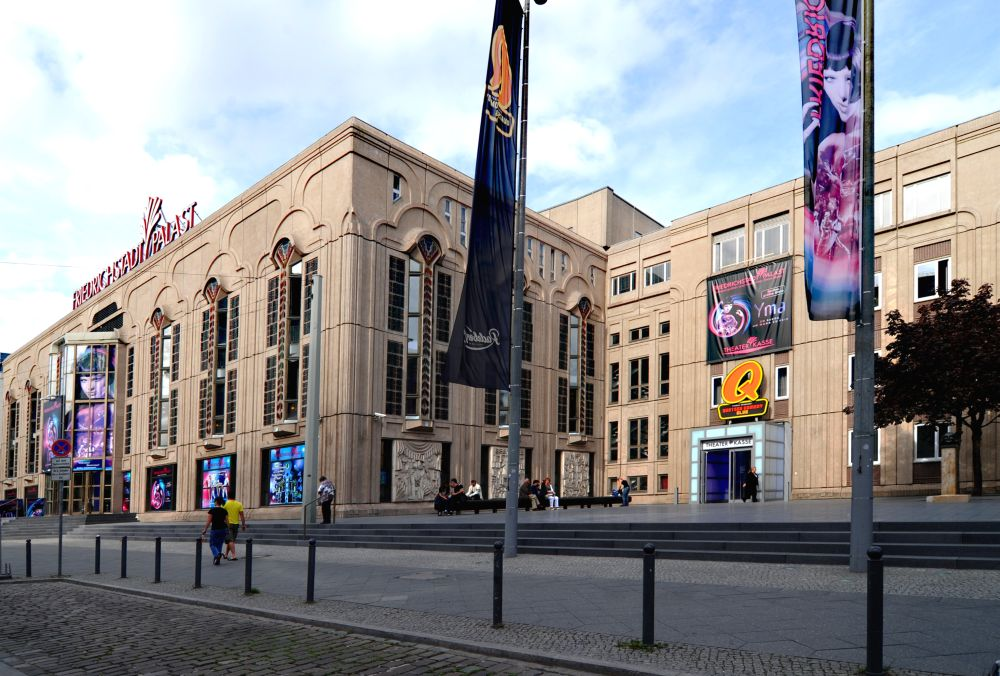
Exterior del Friedrichstadt-Palast (Berlín) último de los grandes y suntuosos edificios construidos en la RDA.

La cultura y el sistema educativo en la RDA estaban muy promovidos y estrictamente reglamentados de acuerdo con la doctrina del Estado. La constitución de 1968 promovía una cultura socialista, la vida cultural de los trabajadores y una estrecha relación de los artistas creadores con la vida del pueblo. «La cultura física, el deporte y el turismo como elementos de la cultura socialista sirven para el desarrollo físico y mental de los pueblos.»
En 1957 había 86 teatros, 40 orquestas sinfónicas, 11 092 bibliotecas, 284 museos de ciencias naturales, arte y patria, 803 casas de la cultura, 451 locales sociales, 6 orquestas profesionales de arte popular y 3078 cines; en 1988 había 18 505 bibliotecas científicas y de sindicatos, 1.838 casas de la cultura y locales sociales, 962 clubes juveniles, 111 escuelas de música, 213 teatros, 88 orquestas, 808 cines, 10 cabarés, 741 museos y 111 zoológicos.[cita requerida]
Los teatros y cabarés tenían una gran importancia para los habitantes de la RDA y la escena era muy activa y dinámica, sobre todo en Berlín. La famosa Ópera Semper de Dresde, destruida en la Segunda Guerra Mundial, pudo volver a abrir el 13 de febrero de 1985. El Friedrichstadt-Palast de Berlín es el último gran edificio suntuoso que se levantó en la RDA.

### Derechos de las mujeres
En 1972 el acceso a la anticoncepción y al aborto se hizo gratuito y fue cubierto por el sistema de salud pública.
La tasa de actividad femenina en 1990 era la más alta del mundo (91%). Esta situación se debe en particular al hecho de que las guarderías eran casi gratuitas y su número e implantación permitía a las mujeres conciliar el trabajo y la vida familiar. Después de la reunificación la mayoría de las estructuras sociales para niños y adolescentes (guarderías, jardines de infancia, estudios supervisados, clubes juveniles, campamentos de verano, etc.) fueron desmantelados gradualmente.

### Religión
| Religión en Alemania Oriental, 1950 | Religión en Alemania Oriental, 1950 | Religión en Alemania Oriental, 1950 | Religión en Alemania Oriental, 1950 | Religión en Alemania Oriental, 1950 |
| ----------------------------------- | ----------------------------------- | ----------------------------------- | ----------------------------------- | ----------------------------------- |
| Religión                            |                                     |                                     |                                     |                                     |
| Protestante                         | Protestante                         |                                     | 85 %                                | 85 %                                |
| Católica                            | Católica                            |                                     | 10 %                                | 10 %                                |
| Sin afiliación                      | Sin afiliación                      |                                     | 5 %                                 | 5 %                                 |

| Religión en Alemania Oriental, 1989 | Religión en Alemania Oriental, 1989 | Religión en Alemania Oriental, 1989 | Religión en Alemania Oriental, 1989 | Religión en Alemania Oriental, 1989 |
| ----------------------------------- | ----------------------------------- | ----------------------------------- | ----------------------------------- | ----------------------------------- |
| Religión                            |                                     |                                     |                                     |                                     |
| Protestante                         | Protestante                         |                                     | 25 %                                | 25 %                                |
| Católica                            | Católica                            |                                     | 5 %                                 | 5 %                                 |
| Sin afiliación                      | Sin afiliación                      |                                     | 70 %                                | 70 %                                |

La religión fue causa de disputa en el territorio de la RDA. La Constitución proclamaba la libertad religiosa y de culto, pero el régimen miraba con desconfianza la influencia del luteranismo sobre la población. Por ello se promovió el ateísmo de Estado, aunque algunos grupos eran leales a las comunidades cristianas. En 1957 se estableció la Secretaría de Estado para Asuntos de la Iglesia, para encauzar el contacto del Gobierno con las iglesias y grupos religiosos, lo que permitió a la SED mantener su posición como un «partido ateo contra la Iglesia». Ello no impidió la visita de personalidades católicas como Teresa de Calcuta quien acudiera varias veces a lo largo de la década de los años 80.
En 1950, el 85 % de los ciudadanos de la RDA eran protestantes, mientras que el 10 % eran católicos. En 1961 el renombrado teólogo filosófico Paul Tillich afirmó que la población protestante de Alemania Oriental tenía la iglesia más admirable del protestantismo, porque los comunistas allí no habían podido obtener una victoria espiritual sobre ellos. Para 1989 la membresía en las iglesias cristianas se había reducido significativamente. Los protestantes constituían el 25 % de la población, los católicos el 5 %. La proporción de personas que se consideraban no religiosas aumentó del 5 % en 1950 al 70 % en 1989.

### Cine
La industria cinematográfica tuvo mucha actividad en la RDA. La productora hegemónica fue la Deutsche Film AG (DEFA) fundada el 17 de mayo de 1946 y cuya actividad productora se prolongó hasta 1994. Su organización estaba subdividida en distintos grupos de producción como el Gruppe Berlin, Gruppe Babelsberg o Gruppe Johannisthal. Estos grupos locales eran los encargados de filmar y producir las películas.
Además de las películas comerciales la industria cinematográfica llegó a ser conocida mundialmente por otras producciones especialmente las películas para niños como Das Kalte Herz (1950), películas que adaptaban cuentos de los Hermanos Grimm o producciones modernas como Das Schulgespenst (1986).
Películas como Jakob der Lügner (Jacob el mentiroso) (1974), de Frank Beyer, acerca de la persecución sufrida por los judíos durante el Tercer Reich, y Fünf Patronenhülsen (Cinco armazones blindados) (1960), sobre un grupo de brigadistas alemanes durante la guerra civil española, llegaron a ser conocidas internacionalmente. También películas cuyo tema era la vida cotidiana se hicieron muy populares como Die Legende von Paul und Paula (1973), dirigida por Heiner Carow, y Solo Sunny (1980), dirigida por Konrad Wolf y Wolfgang Kohlhaase, ganadora del Premio Fipresci y del Oso de Plata a Renate Krößner como mejor actriz en el Festival de Berlín de 1980.
La industria cinematográfica se destacaba por la producción de un género de películas similares al wéstern americano denominado Ostern o wéstern rojo. En estas películas los indios normalmente tomaban el papel de pueblo desplazado que trataba de luchar por sus derechos, en contraste con los wésterns americanos de la época, donde los indios normalmente no era mencionados en las películas o bien eran mostrados como villanos. En no pocas ocasiones, actores yugoslavos fueron utilizados para actuar en dicho papel debido a la ausencia de esta etnia en la Europa Oriental. El actor Gojko Mitić se hizo famoso a raíz de este papel, llegando incluso a convertirse en un jefe sioux honorario cuando visitó los Estados Unidos en los años noventa. El actor y cantante estadounidense Dean Reed, exiliado en la RDA, también participó en varios filmes. El conjunto de estas películas se enmarca dentro de una época en la que se estrenaron en Europa diversas cintas que también mostraban una visión diferente de la colonización de América.

«Mucha gente no sabe que en la RDA también se rodaron películas del oeste, de indios y cowboys, filmes cuyo valor no es el mensaje político sino el entretenimiento y que tuvieron un éxito enorme en su momento y todavía hoy son muy demandados».
Christel Jansen (2007) 

### Deportes

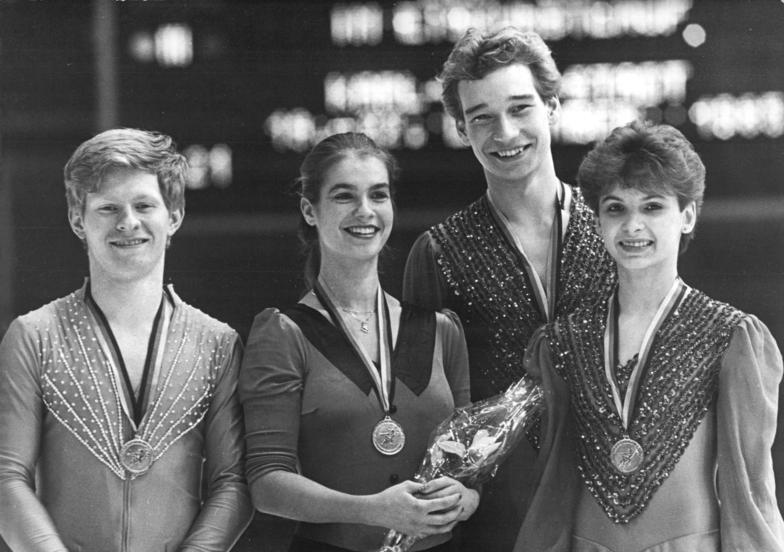
Ganadores de los campeonatos de patinaje artístico en 1985: Falko Kirsten (masculina), Katarina Witt (femenina), Tobias Schröter y Katrin Kanitz (parejas).

La RDA obtuvo éxitos destacados en deportes como el ciclismo, marcha, halterofilia, natación, boxeo, esquí, atletismo y otras disciplinas como el patinaje sobre hielo gracias a deportistas como Katarina Witt. Entre las herramientas aplicadas se encontraba un ambicioso sistema de promoción deportiva, enfocado a la juventud, supervisado por las más altas autoridades estatales. Los niños entre 6 y 10 años de edad contaban con el seguimiento de profesores de educación física una de cuyas misiones era descubrir posibles talentos. Para estudiantes de mayor edad también era posible asistir a colegios con una educación enfocada predominantemente a disciplinas como natación, vela o fútbol. Esta política, con los mismos fines, era también aplicada a aquellos estudiantes con talento en disciplinas como la música o las matemáticas.

«El objetivo de la cúpula de la RDA era demostrar que el socialismo era el mejor sistema. Y en la guerra de los sistemas no importaban los individuos».
Katrin Krause-Krieger (2012) 

Los ciudadanos de la RDA apoyaban a sus atletas en sus logros internacionales por las mismas razones que los ciudadanos de otros países. Aun así, como en otros Estados socialistas, existía una amplia percepción de que los éxitos cosechados por sus atletas en el panorama internacional contribuían a promocionar en el exterior el sistema económico y político de cara a una audiencia mundial. Por ello las autoridades impulsaron como política de estado los logros deportivos, al ser considerados una forma de promoción y aceptación internacional, aspirando a competir al mismo nivel que el mostrado por la RFA.

«En los años 80, muchos atletas empezaron a tener dudas. La Stasi —los servicios secretos de la RDA— dijo a los entrenadores que apelaran al sentido patriótico de sus atletas y si esto no funcionaba, que ya se harían cargo de ello».
Klaus Zoellig (Presidente de la Fundación contra el Dopaje, 2009) 

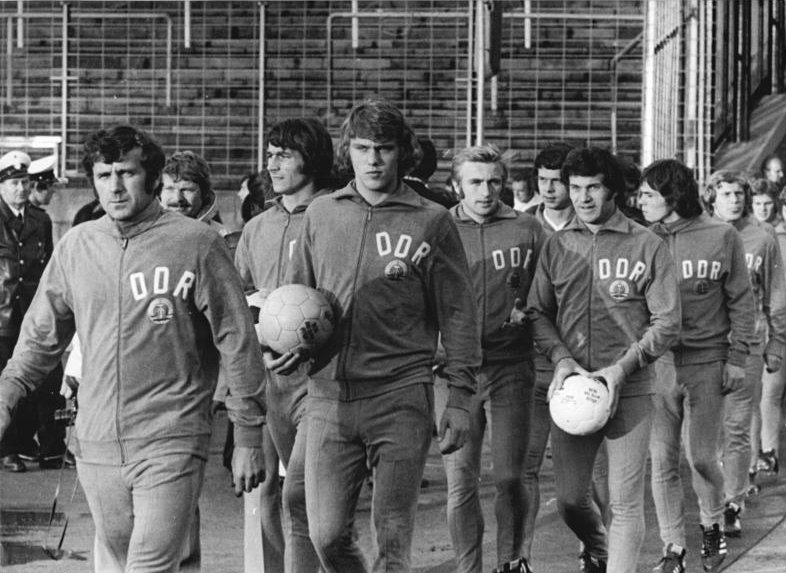
La selección de fútbol de la RDA entrenando en el Mundial de fútbol de 1974, celebrado en la RFA.

Los clubes deportivos recibían subsidios por parte del Estado, especialmente los clubes de aquellos deportes con los que era más fácil obtener fama internacional. Por ejemplo, las grandes ligas de hockey sobre hielo y baloncesto tenían presencia de dos equipos en cada caso únicamente (excluyendo el ámbito colegial y universitario). El fútbol era el deporte más popular y algunos equipos de esta disciplina como el Dinamo Dresde, 1. FC Magdeburg, FC Carl Zeiss Jena, 1. FC Lokomotive Leipzig y el BFC Dynamo consiguieron algunos éxitos en competiciones europeas. Muchos jugadores de la Alemania Oriental, como Matthias Sammer y Ulf Kirsten, se integraron en el equipo nacional tras la reunificación alemana. El 12 de septiembre de 1990 la selección nacional de fútbol jugó, por última vez, un partido amistoso contra Bélgica.

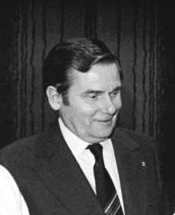
Manfred Ewald responsable del denominado Plan Estatal 14.25 de dopaje para deportistas de élite.

En los años 1990, se desveló que otra de las razones del éxito deportivo fue la implementación del Plan Estatal 14.25, bajo el liderazgo del doctor Manfred Höppner y de Manfred Ewald, basado en el dopaje de atletas de alta competición. El descubrimiento de estas prácticas, tras la reunificación alemana, supuso el procesamiento y posterior condena de los máximos responsables de estas prácticas. En septiembre de 2006, la Unesco estimó en 10 000 deportistas el número total de personas afectadas por estas prácticas, en muchas ocasiones sin saberlo. Las sustancias usadas para obtener logros deportivos de manera ilícita eran los esteroides anabolizantes, históricamente uno de los métodos dopantes más detectados por el Comité Olímpico Internacional. Estas sustancias están actualmente prohibidas por, prácticamente, todos los organismos deportivos de alcance mundial. Pero se considera que este sistema permitió a la RDA, con su reducida población, convertirse en líder mundial deportivo durante décadas obteniendo un gran número de medallas olímpicas y récords mundiales.

«En la Alemania nazi, hicimos lo que nos dijeron que teníamos que hacer y la máquina de dopaje de la RDA no fue diferente. Seguíamos las órdenes sin cuestionar el sistema, simplemente hacíamos nuestro trabajo».
Revista Vice (2016) 

### Filatelia
Los países socialistas han dado tradicionalmente mucha importancia a la filatelia como fuente de ingresos entre sus divisas, así como de expresión ideológica, y la República Democrática Alemana fue también un ejemplo de ello, con vistosas y abundantes emisiones hasta el mismo día de la disolución efectiva de la RDA, en 1990. No obstante, el auténtico valor filatélico de los sellos emitidos por la RDA fue cuestionado en ocasiones en el lado occidental desde que se emitían series de sellos donde una de las estampillas —no siempre la de mayor valor facial— era usualmente impresa en muy poca cantidad respecto a las otras, con el consecuente aumento de su precio comercial en el mercado filatélico; ello era criticado como elaboración de una «escasez artificial» por muchos coleccionistas occidentales.

### Fiestas oficiales
| Fecha           | Nombre en español                                   | Nombre en alemán               | Anotaciones                                                                          |
| --------------- | --------------------------------------------------- | ------------------------------ | ------------------------------------------------------------------------------------ |
| 1 de enero      | Año Nuevo                                           | Neujahr                        |                                                                                      |
| Variable        | Viernes Santo                                       | Karfreitag                     |                                                                                      |
| Variable        | Domingo de Pascua                                   | Ostersonntag                   |                                                                                      |
| Variable        | Lunes de Pascua                                     | Ostermontag                    | No fue oficial hasta después de 1967.                                                |
| 1 de mayo       | Día internacional de los trabajadores               | Tag der Arbeit                 |                                                                                      |
| 8 de mayo       | Día de la Victoria en Europa o Día de la Liberación | Tag der Befreiung              |                                                                                      |
| Variable        | Día del padre / Día de la Ascensión                 | Vatertag / Christi Himmelfahrt | Jueves después del quinto domingo tras Pascua. No fue oficial hasta después de 1967. |
| Variable        | Pentecostés                                         | Pfingstmontag                  | 50 días después del Domingo de Pascua.                                               |
| 7 de octubre    | Día de la República                                 | Tag der Republik               | Fiesta nacional.                                                                     |
| 25 de diciembre | Primer día de Navidad                               | 1. Weihnachtsfeiertag          |                                                                                      |
| 26 de diciembre | Segundo día de Navidad                              | 2. Weihnachtsfeiertag          |                                                                                      |

## Ostalgie

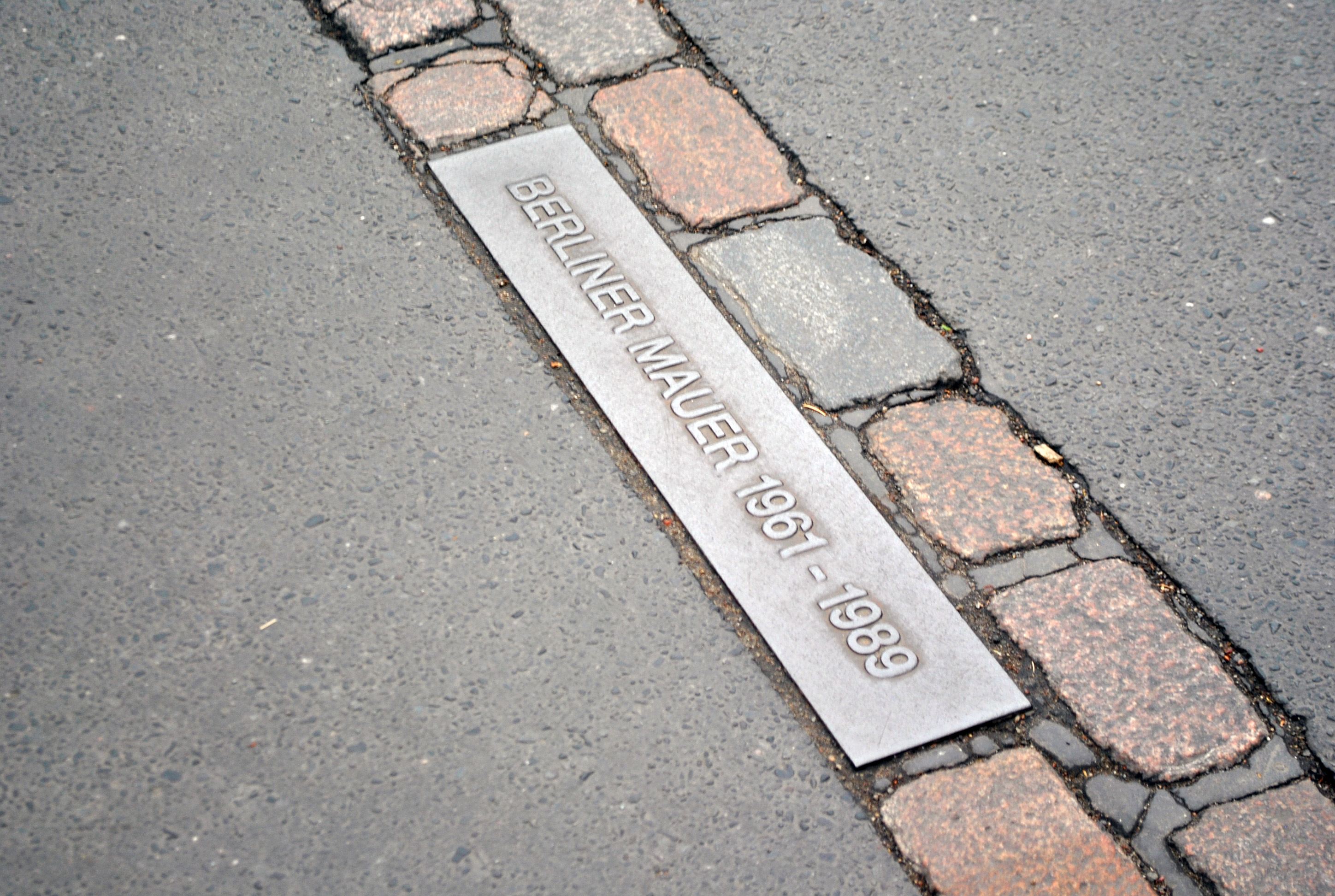
Placa conmemorativa del extinto Muro de Berlín

Tras la disolución de la RDA y la posterior reunificación de Alemania de 1990, las consecuencias más directas las sufrieron los habitantes de la zona oriental. En esos primeros años, la mayor parte de los recuerdos de la etapa socialista fueron eliminados, al tiempo que los ciudadanos de la RDA se integraban en el sistema económico y cultural occidental. Las marcas de productos cotidianos desaparecieron de las tiendas para ser sustituidas por marcas occidentales pero, pasado un tiempo, algunos alemanes orientales comenzaron a sentir nostalgia de ciertos aspectos de sus vidas durante la época socialista que ya no existían bajo el capitalismo. Ostalgie, juego de palabras entre Ost («este») y Nostalgie («nostalgia»), es un término que se refiere a la nostalgia de esos aspectos de la cultura y el día a día de la RDA que desaparecieron tras la reunificación.
Algunos ciudadanos no se pudieron adaptar al nivel de vida de la RFA a causa de la diferencia de salarios y precios entre ambos estados. El desempleo también creció a cifras cercanas al millón de personas. Gracias a las inversiones y la ayuda económica del gobierno federal, la Unión Europea y los Estados Unidos, la situación parecía haberse controlado. Sin embargo, posteriormente, la Alemania así surgida se encontró en una crisis profunda derivada de los errores del proceso, habiendo sido más una absorción que una reunificación.
Todavía hoy, algunos antiguos ciudadanos de Alemania Oriental echan de menos ciertos aspectos del desaparecido Estado socialista, como la cultura, la seguridad ciudadana, el acceso a la vivienda o el tipo de relaciones sociales, sin que ello suponga necesariamente una ausencia de crítica a otras características como el desabastecimiento frecuente o la limitación de libertades individuales. Películas como Good Bye, Lenin! (2003) o La vida de los otros (2006) ilustran este sentimiento. Una encuesta de 2004, hecha entre ciudadanos de la extinta RDA, afirmaba que el 76 % de ellos pensaba que el socialismo era «una buena idea mal aplicada» y hasta un 20 % anhelaba expresamente la reconstrucción del Muro de Berlín.